# Men at Work (Spiel)
Men at Work ist ein Geschicklichkeitsspiel der Spieleautorin Rita Modl, das 2018 bei dem  Entwicklungsstudio Pretzel Games auf Englisch und Spanisch sowie auf Deutsch bei Pegasus Spiele erschien. In dem Spiel versuchen die Mitspieler Spielfiguren, Balken und Transportmaterial auf einer Baustelle so zu platzieren, dass sie nicht herunterfallen.

## Thema und Ausstattung
Im Spiel versuchen die Mitspieler Spielfiguren, Balken und Transportmaterial auf einer Baustelle so zu platzieren, dass sie nicht herunterfallen. Sie müssen dabei Aufgabenkarten erfüllen, die ihnen die jeweilig zu platzierenden Elemente vorgeben. Es gewinnt entweder, wer als letzter Bauarbeiter noch ein Sicherheitszertikat hat, oder, wer am häufigsten zum „Bauarbeiter des Monats“ ausgezeichnet wurde.
Neben der Spielanleitung besteht das Spielmaterial aus:
- 16 Bauarbeitern,
- 28 Stahlträgern,
- 8 Stützen,
- 12 Balken und 12 Backsteine,
- 36 Bauplänen,
- einer Karte „Chefin Rita“,
- 15 Sicherheitszertifikate,
- einem Rettungshaken mit Messlatte,
- einem Kran mit Plattform, und
- 13 Urkunden zum „Bauarbeiter des Monats“

## Spielweise

### Vorbereitung
Vor dem Spiel werden alle Baupläne gemischt und als verdeckter Stapel bereitgelegt, dabei zeigen die Rückseiten mit Stahlträgern oder Helm und Handschuhen nach oben. Etwa ein Viertel der Karten wird abgehoben, darunter wird die Karte „Chefin Rita“ eingelegt. Jeder Spieler bekommt drei Sicherheitszertifikate. Danach wird die Baustelle mit drei Stützen und jeweils einem Stahlträger jeder Farbe aufgebaut. Ein Bauarbeiter wird auf einem der Stahlträger platziert und alle übrigen Baumaterialien und Bauarbeiter werden neben der Baustelle bereit gelegt.

### Spielablauf
Beginnend mit einem Startspieler spielen die Mitspieler im Uhrzeigersinn nacheinander und müssen jeweils eine durch die Baupläne vorgegebene Aufgabe erfüllen. Dafür wird die jeweils oberste Karte des Kartenstapels abgehoben und umgedreht und die aufgedeckte Karte und die folgende Karte geben gemeinsam an, welche Aufgabe zu erfüllen ist. Zeigt der nächste noch verdeckte Bauplan ein Stahlträger-Symbol, muss der Spieler einen Stahlträger entsprechend der aufgedeckten Karte einbauen, zeigt er Helm und Handschuhe, muss er einen Bauarbeiter und entsprechendes Arbeitsmaterial platzieren. Beides ist auf der umgedrehten Karte dargestellt.
Generell darf der Spieler zum Einbauen von neuen Elementen und Bauarbeitern in die Baustelle nur eine Hand verwenden. Bereits eingebaute Bauteile und Bauarbeiter dürfen mit den neu einzubauenden Elementen berührt, angehoben und auch verschoben werden und der Spieler darf verschiedene Positionen für die neuen Elemente antesten und so lang kein Unfall passiert auch mehrfach neu ansetzen. Gelingt es dem Spieler, die Elemente ohne Unfall zu platzieren, ist der nächste Spieler an der Reihe.
Ein Unfall passiert, wenn Teile, die bereits platziert sind, oder die neuen Teile, nachdem sie platziert wurden, von ihrer Position herunterfallen. In diesem Fall muss der aktive Spieler ein Sicherheitszertifikat abgeben und der nächste Spieler muss mit Hilfe des Rettungshakens die heruntergefallenen Teile aus der Baustelle entfernen und in den Nachschub geben; passiert beim Aufräumen ein weiterer Unfall, endet sein Zug. Danach ist an der Reihe, eine Aufgabenkarte zu erfüllen.
Wird die Karte „Chefin Rita“ aufgedeckt, kommen die „Bauarbeiter des Monats“-Urkunden in das Spiel. Die Karte wird zu den Urkunden gelegt und der aktive Spieler deckt eine neue Auftragskarte auf. Jedem Spieler, der von nun an in seinem Zug ein Bauteil oder einen Bauarbeiter so platziert, dass dieses Element die höchste Position auf der Baustelle einnimmt, bekommt nach seinem Zug eine Urkunde „Bauarbeiter des Monats“. Anhand der Messlatte auf dem Rettungshaken kann die jeweilige Höhe gemessen werden.

### Spielende und Auswertung
Das Spiel kann auf drei verschiedene Arten enden: 
1. sobald nur noch ein Spieler übrig ist, der mindestens noch ein Sicherheitszertifikat hat, gewinnt dieser das Spiel.
2. wenn ein Spieler eine von der Spielerzahl abhängige und in der Spielregel vorgegebene Anzahl Urkunden „Bauarbeiter des Monats“ besitzt, gewinnt dieser das Spiel. Dies sind bei fünf Mitspielern drei Urkunden, bei drei oder vier Spielern vier Urkunden oder bei zwei Spielern fünf Urkunden.
3. wenn das Baumaterial zu Ende geht und eine Aufgabe nicht mehr erfüllt werden kann, kommt es zum Baustopp. In dem Fall gewinnt der Spieler mit der höchsten gemeinsamen Anzahl der Sicherheitszertifikate und „Bauarbeiter des Monats“-Urkunden. Bei einem Gleichstand gewinnt der Spieler mit den meisten „Bauarbeiter des Monats“-Urkunden und bei einem weiteren Gleichstand gewinnen mehrere Spieler.[1]

## Veröffentlichung und Rezeption
Das Spiel Men at Work wurde von der Spieleautorin Rita Modl entwickelt und 2018 bei dem  Entwicklungsstudio Pretzel Games des Verlages Plan B Games auf Englisch und Spanisch sowie auf Deutsch bei Pegasus Spiele veröffentlicht.
Der Spielekritiker Udo Bartsch bezeichnet das Spiel als „solide“, allerdings kritisiert er die Länge des Spiels im Endspiel, wenn nur noch zwei Spieler mitspielen und alle anderen zuschauen müssen. Er schrieb:

„Alles, was man von einem guten Geschicklichkeitsspiel erwarten kann: Man fühlt sich herausgefordert, sucht nach kreativen Lösungen, atmet auf, wenn es klappt, und jubiliert, wenn man dem nächsten ein nahezu einsturzreifes Konstrukt überlässt.“

2019 wurde Men at Work im Rahmen des Österreichischen Spielepreises gemeinsam mit Hexenhaus und Spring Meadow als „Spiele Hit mit Freunden“ ausgezeichnet.

## Belege
1. 1 2 3 4 5 6 7  Men at Work, Spieleanleitung, Pegasus 2018.
2. ↑  Men at Work, Versionen bei BoardGameGeek. Abgerufen am 22. Februar 2020.
3. ↑  Udo Bartsch: Men at Work auf Rezensionen für Millionen, 3. Dezember 2018; abgerufen am 22. Februar 2020.
4. ↑  Dagmar de Cassan: Die ausgezeichneten Spiele 2019, 24. Juni 2019; abgerufen am 22. Februar 2020.